# Vuelta a Sajonia
La Vuelta a Sajonia (oficialmente: Sachsen-Tour) es una carrera ciclista por etapas disputada en la región de Sajonia, en Alemania, en el mes de julio
Creada en 1985, era una prueba amateur hasta 1995. Desde la creación de los Circuitos Continentales UCI en 2005 formó parte del UCI Europe Tour, dentro de la categoría 2.1 hasta 2009. En 2010 la carrera no se disputó por el retiro del patrocinador principal. Al año siguiente tampoco se llevó a cabo y en 2012 fue anunciada su disputa nuevamente pero fue cancelada. 

## Palmarés
| Año  | Ganador            | Segundo             | Tercero               |
| ---- | ------------------ | ------------------- | --------------------- |
| 1985 | Wolfgang Lötzsch   | Matthias Lendt      | Olaf Frölich          |
| 1986 | Uwe Ampler         | Jens Heppner        | Mario Kummer          |
| 1987 | Jens Heppner       | Gerd Audehm         | Olaf Jentzsch         |
| 1988 | Frank Kühn         | Hardy Gröger        | Gus Herik Schur       |
| 1989 | Uwe Ampler         | Dirk Schiffner      | Wolfgang Lötzsch      |
| 1990 | Jans Koerts        | Jan Schaffrath      | Falk Boden            |
| 1991 | Steffen Blochwitz  | Bert Dietz          | Dan Radtke            |
| 1992 | Jörn Reuß          | Thomas Liese        | Heiko Latocha         |
| 1993 | Brendan Hart       | Max van Heeswijk    | Maksim Ratkinov       |
| 1994 | Brian Fowler       | Ric Reid            | Grant Rice            |
| 1995 | Dirk Müller        | Timo Scholz         | Ralf Keller           |
| 1996 | Jens Voigt         | Jörg Jaksche        | Dirk Müller           |
| 1997 | Anton Chantyr      | Edouard Gritsoun    | Lutz Lehman           |
| 1998 | Thomas Liese       | Steffen Wesemann    | Jürgen Werner         |
| 1999 | Jörn Reuß          | Martin Rittsel      | Holger Sievers        |
| 2000 | Thomas Liese       | Valter Bonca        | Anton Chantyr         |
| 2001 | Jørgen Bo Petersen | Lubor Tesař         | Sasa Sviben           |
| 2002 | Oscar Camenzind    | Jørgen Bo Petersen  | Jürgen Werner         |
| 2003 | Fabian Wegmann     | Frank Høj           | Daniel Schnider       |
| 2004 | Andrey Kashechkin  | Tomáš Konečný       | Christian Pfannberger |
| 2005 | Mathew Hayman      | Christian Knees     | Heinrich Haussler     |
| 2006 | Vladimir Gusev     | Lorenzo Bernucci    | Michael Barry         |
| 2007 | Joost Posthuma     | Bobby Julich        | Michael Schär         |
| 2008 | Bert Grabsch       | Michael Rogers      | Tony Martin           |
| 2009 | Patrik Sinkewitz   | Sebastian Langeveld | Dirk Müller           |

## Palmarés por países
| País          | Victorias |
| ------------- | --------- |
| Alemania      | 15        |
| Países Bajos  | 2         |
| Nueva Zelanda | 2         |
| Rusia         | 2         |
| Dinamarca     | 1         |
| Suiza         | 1         |
| Kazajistán    | 1         |
| Australia     | 1         |